# هستی (رمان)
هستی یک رمان فارسی در حوزهٔ کودک و نوجوان نوشتهٔ فرهاد حسن‌زاده است که در سال ۱۳۸۹ منتشر شد. این کتاب به‌عنوان کتاب سال شورای کتاب کودک برگزیده شد و به عنوان نامزد ایرانی جایزه جهانی هانس کریستین اندرسن ۲۰۱۸ و همچنین جایزه آسترید لینگرن برگزیده شده‌است.